# Ștefan Odobleja (okręg Mehedinți)
Ștefan Odobleja – wieś w Rumunii, w okręgu Mehedinți, w gminie Livezile. W 2011 roku liczyła 172 mieszkańców.